# Categoria dos conjuntos
Na área matemática da teoria das categorias, a categoria dos conjuntos, denotada por Set, é a categoria cujos objetos são conjuntos. As setas ou morfismos entre conjuntos A e B são as funções totais de A para B, e a composição de morfismos é a composição de funções.
Muitas outras categorias (como a categoria dos grupos, com homomorfismos de grupo como setas) adicionam estrutura aos objetos da categoria dos conjuntos e/ou restringem as setas a funções de um tipo particular.

## Propriedades da categoria dos conjuntos
Os axiomas de categoria são satisfeitos por Set porque a composição de funções é associativa e porque cada conjunto X tem uma função identidade idX : X → X que serve como elemento identidade para a composição de funções.
Os epimorfismos em Set são as funções sobrejetivas, os monomorfismos são as unções injetivas e os isomorfismos são as funções bijetivas.
O conjunto vazio serve como o objeto inicial em Set tendo as funções vazias como morfismos. Cada singleto é um objeto terminal, tendo como morfismos as funções que mapeiam todos os elementos dos conjuntos de origem para o único elemento de destino. Portanto, não há nenhum objeto zero em Set.
A categoria Set é completa e cocompleta. O produto nesta categoria é dado pelo produto cartesiano de conjuntos. O coproduto é dado pela união disjunta: dados conjuntos Ai onde i varia sobre algum conjunto de índices I, o coproduto é construído como a união de Ai × {i} (o produto cartesiano com i serve para garantir que todos os componentes fiquem disjuntos).
Set é o protótipo de uma categoria concreta; outras categorias são concretas se forem "construídas sobre" Set de alguma forma bem definida.
Cada conjunto de dois elementos serve como um classificador de subobjeto em Set. O objeto potência de um conjunto A é dado por seu conjunto das partes, e o objeto exponencial dos conjuntos A e B é dado pelo conjunto de todas as funções de A para B. Set é, portanto, um topos (e em particular cartesiano fechada e exata no sentido de Barr).
Set não é abeliana, aditiva nem pré-aditiva.
Cada conjunto não vazio é um objeto injetivo em Set. Cada conjunto é um objeto projetivo em Set (assumindo o axioma de escolha).
Os objetos finitamente apresentáveis em Set são os conjuntos finitos. Visto que cada conjunto é um limite direto de seus subconjuntos finitos, a categoria Set é uma categoria finitamente apresentável localmente.
Se C é uma categoria arbitrária, os funtores contravariantes de C para Set são frequentemente um importante objeto de estudo. Se A é um objeto de C, então o funtor de C para Set que leva X em HomC(X, A) (o conjunto de morfismos em C de X para A) é um exemplo de tal funtor. Se C é uma categoria pequena (isto é, tal que a coleção de seus objetos forma um conjunto), então os funtores contravariantes de C para Set, juntamente com as transformações naturais como morfismos, formam uma nova categoria, uma categoria de functores conhecida como a categoria de pré-feixes em C.

## Fundamentos para a categoria de conjuntos
Na teoria dos conjuntos de Zermelo-Fraenkel, a coleção de todos os conjuntos não é um conjunto; isso segue do axioma da regularidade. Coleções que não são conjuntos são denominadas classes próprias. Não se pode lidar com classes próprias como se lida com conjuntos; em particular, não se pode escrever que essas classes próprias pertencem a uma coleção (um conjunto ou uma classe própria). Isso é um problema porque significa que a categoria dos conjuntos não pode ser formalizada diretamente neste cenário. Categorias como Set, cuja coleção de objetos forma uma classe própria, são conhecidas como categorias grandes, para distingui-las das categorias pequenas, cujos objetos formam um conjunto.
Uma maneira de resolver o problema é trabalhar em um sistema que conceda status formal às classes próprias, como a teoria dos conjuntos NBG. Nesse cenário, as categorias formadas por conjuntos são consideradas pequenas e aquelas (como Set) que são formadas por classes próprias são consideradas grandes.
Outra solução é assumir a existência de universos de Grothendieck. A grosso modo, um universo de Grothendieck é um conjunto que é ele próprio um modelo de ZF(C) (por exemplo, se um conjunto pertence a um universo, seus elementos e seu conjunto das partes pertencerão ao universo). A existência de universos Grothendieck (além do conjunto vazio e do conjunto{\displaystyle V_{\omega }} de todos os conjuntos hereditariamente finitos) não está implícita nos axiomas ZF usuais; é um axioma adicional independente, aproximadamente equivalente à existência de cardinais fortemente inacessíveis. Assumindo este axioma extra, pode-se limitar os objetos de Set aos elementos de um universo particular. (Não há "conjunto de todos os conjuntos" dentro do modelo, mas ainda se pode raciocinar sobre a classe U de todos os conjuntos internos, ou seja, elementos de U.)
Em uma variação desse esquema, a classe de conjuntos é a união de toda a torre dos universos de Grothendieck. (Esta é necessariamente uma classe própria, mas cada universo de Grothendieck é um conjunto porque é um elemento de algum universo Grothendieck maior.) No entanto, não se trabalha diretamente com a "categoria de todos os conjuntos". Em vez disso, os teoremas são expressos em termos da categoria SetU cujos objetos são os elementos de um universo de Grothendieck U suficientemente grande e, então, é mostrado que não dependem da escolha particular de U. Como fundamento para a teoria das categorias, essa abordagem combina bem com um sistema como a teoria dos conjuntos de Tarski-Grothendieck, no qual não se pode raciocinar diretamente sobre as classes próprias; sua principal desvantagem é que um teorema pode ser verdadeiro para todos os SetU, mas não para Set.
Várias outras soluções e variações das anteriores foram propostas.
As mesmas questões surgem com outras categorias concretas, como a categoria dos grupos ou a categoria dos espaços topológicos.